# タオス・プエブロ

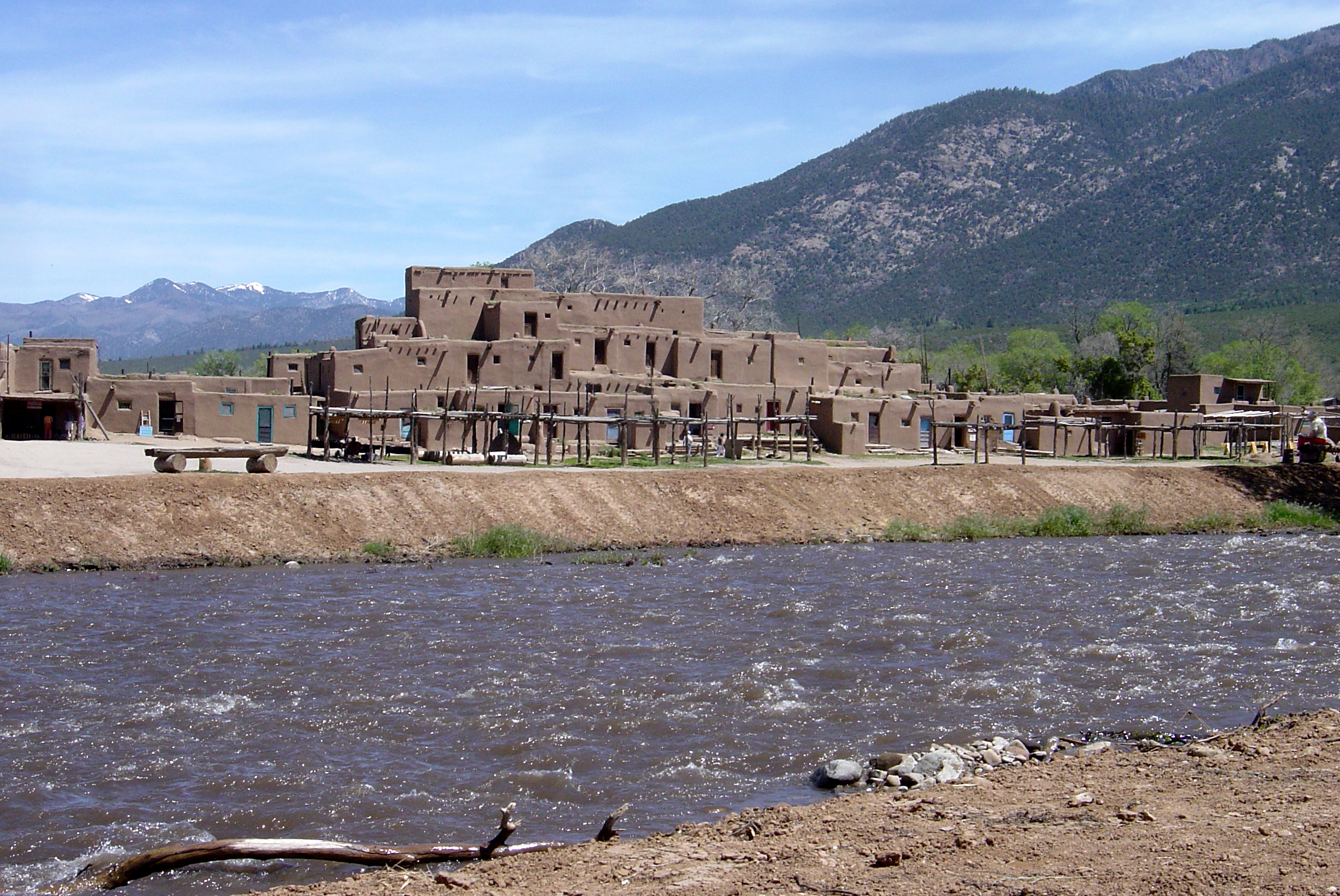
リオプエブロ川と集落

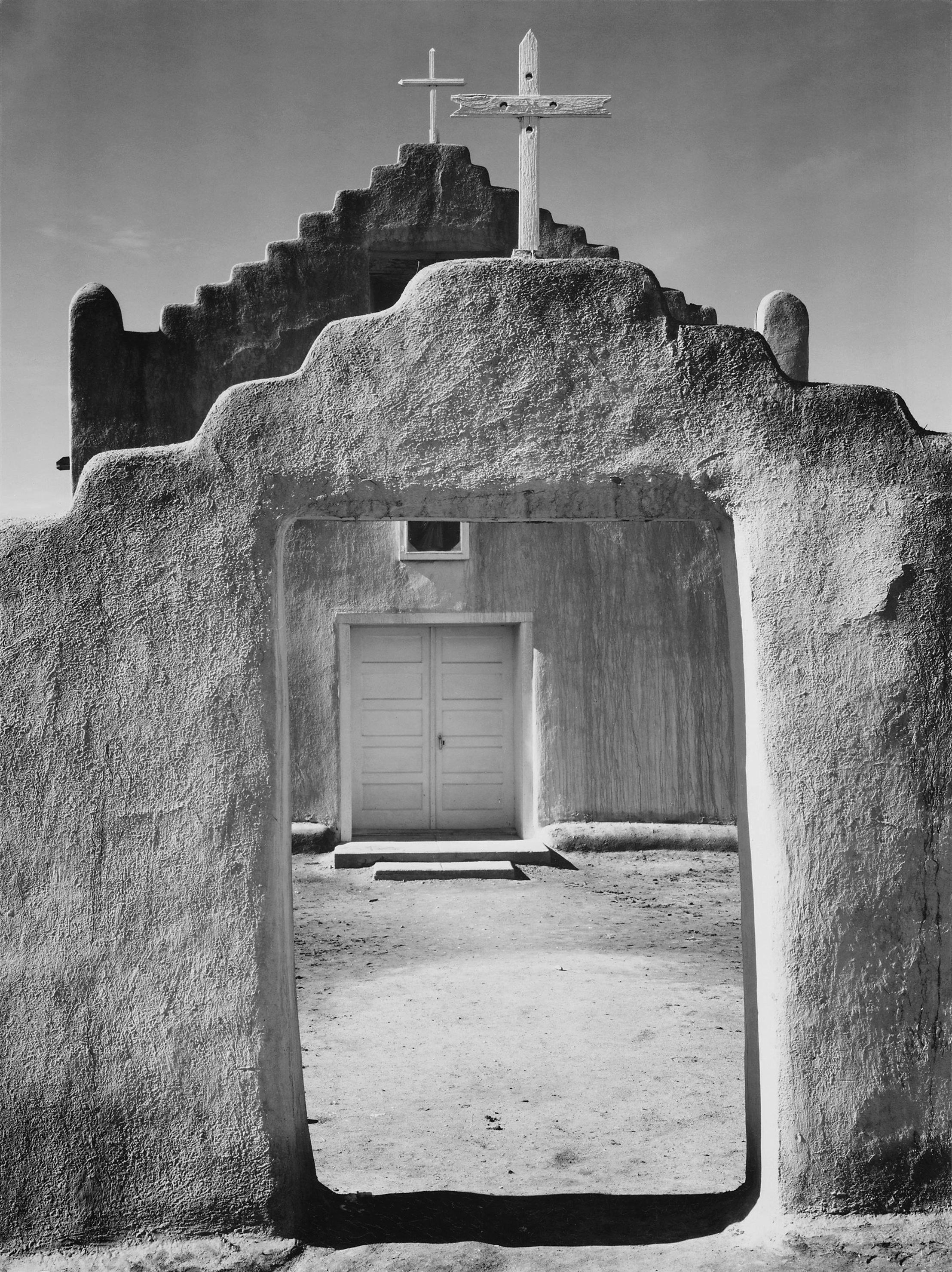
タオスの教会 (Ansel Adams—1941)

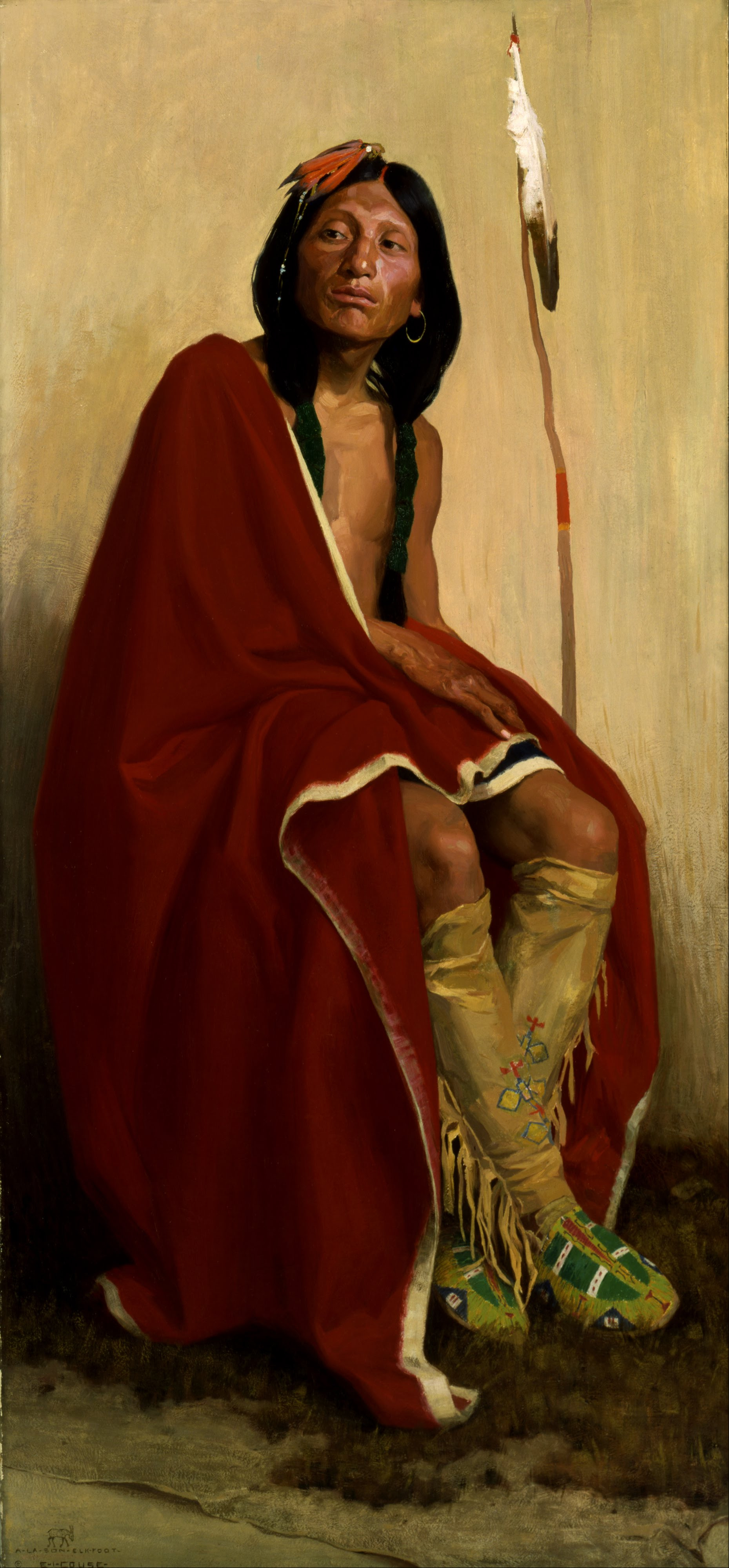
イアンガー・アーヴィング・カウス画 「 Elk-Foot of the Taos Tribe (タオス族のエルクフット)」1909(スミソニアン・アメリカ美術館所蔵)

タオス・プエブロ(Taos Pueblo)、またはプエブロ・デ・タオス(Pueblo de Taos)は、1000年以上継続して定住された、北部ティワ語を話すネイティブアメリカン、プエブロ部族の古代の集落である。現代のニューメキシコ州タオスの約1マイル北、サングレ・デ・クリスト山地から流れる小さな小川、レッド・ウィロー川(リオプエブロ川)沿いに位置する。95,000エーカー(384km²)のプエブロの土地に、およそ2000人の人々が生活している。彼らの言葉である北部ティワ語では、タオスという名前は、「我々の村」を意味するTua-tahと呼ぶ。タオス・プエブロは､北部8プエブロのひとつである。
タオス・プエブロの最も傑出した建築上の特徴は、リオプエブロ川によって二つの部分に分割された、赤褐色のアドビ煉瓦の複数階の団地である。タオス・プエブロのサイトによると、それはおそらく西暦1000年から1450年の間に建設された。1960年10月9日に、アメリカ国定歴史建造物に指定され、その後世界遺産になった。2006年の現在でも、そこに150人ほどの住民が生活している。
タオス・プエブロの歴史は、1680年のプエブロの反乱の企み、1847年のアメリカ軍による包囲攻撃(タオスの反乱)、そして1970年のニクソン大統領による48,000エーカーの山地の返還(セオドア・ルーズベルト大統領によって奪われ、20世紀の初めにカーソン国有林として指定された)を含んでいる。プエブロの人々が伝統的に神聖であると考えるブルー湖(Blue Lake)も、このタオスの返還された土地に含まれている。プエブロのサイトでは、この神聖なブルー湖の獲得は、タオスの人々が湖それ自体から生まれたというスピリチュアルな信仰から発生した、歴史上最も重要な事件と名付けている。

## タオス・プエブロ
- ハーウッド美術館（英語版）
- タオス芸術家協会（英語版）
- タオス・アート・コロニー（英語版）
- ロバート・ミラバル

## 世界遺産の認定
この世界遺産は世界遺産登録基準のうち、以下の条件を満たし、登録された（以下の基準は世界遺産センター公表の登録基準からの翻訳、引用である）。
- (4) 人類の歴史上重要な時代を例証する建築様式、建築物群、技術の集積または景観の優れた例。